# Kostel svatého Martina (Funchal)
Kostel svatého Martina (portugalsky Igreja de São Martinho) je farní kostel ve čtvrti São Martinho ve Funchalu na Madeiře zasvěcený svatému Martinovi z Tours. Je hlavním kostel farnosti São Martinho.

## Dějiny
Původní kostel na úpatí kopce nedostačoval v 19. století již svou kapacitou, takže bylo rozhodnuto o stavbě většího kostela a 8. července 1883 byl položen základní kámen. Nedostatek prostředků způsobil zastavení stavbu až do roku 1907, kdy zemřel místní farník José de Abreu, který zanechal téměř celý svůj majetek na dokončení stavby kostela.

## Festival
Hlavním svátkem, který se slaví, je svátek svatého Martina (Arraial de São Martinho), který se slaví 10. a 11. listopadu v areálu kostela, kde místní obyvatelé zapalují ohně a připravují místní jídlo. jako jsou pečené kaštany (označující začátek nové sezóny sklizně kaštanů), espetada (vepřový špíz), bolo do caco (madeirský chléb) nebo bacalhau (sušená ryba). Rovněž se poprvé ochutnává nově vyrobené víno.